# Monts de Châlus
Els Monts de Chasluç o de vegades també anomenats Massís daus Cars són amb els Monts de Blom, situats més al nord, els primers contraforts occidentals del Massís Central. Com el seu nom indica, se situen al voltant del municipi de Chasluç, en la major part al país des Feuillardiers i molt pròxims país Arédien, al sud-oest del departament de l'Alta Viena, al Llemosí. Es tracta d'un petit territori d'una quinzena de quilòmetres d'est a oest i de sis quilòmetres de nord a sud, a una trentena de quilòmetres de Llemotges, a l'oest del departament.
Els monts de Chasluç no són pròpiament un massís, sinó un conjunt de turons arbrats, amb una altitud màxima de 521 m. Els cims principals són el Grand Puyconnieux i el Touquet de la Garde.